# 6482 Steiermark
A 6482 Steiermark (ideiglenes jelöléssel 1989 AF7) a Naprendszer kisbolygóövében található aszteroida. Freimut Börngen fedezte fel 1989. január 10-én.